# Talcahuano
Talcahuano är en hamnstad i mellersta Chile och ligger i regionen Biobío. Staden ingår i Concepcións storstadsområde (Gran Concepción) och har cirka 150 000 invånare. 
I staden finns fiskeindustri, oljeraffinaderi och en flottbas. Talcahuano är även en universitetsstad. Staden drabbades hårt av jordbävningen i området 2010.